# Ponte a prueba
Ponte a prueba (abreviado como PAP) fue un programa radiofónico español dirigido a un público objetivo de entre 13 y 35 años que se emitió en la emisora musical Europa FM desde septiembre de 2006 hasta el 20 de julio de 2018. Su horario era de 23:00 a 01:00 horas de domingo a jueves.Todos los días de la semana se hacía la recopilación del día anterior horario (04:00 - 06:00 de la madrugada).Es un programa donde el oyente participaba, y donde se hablaba de temas sociales como la amistad, las relaciones, el sexo e incluso los fenómenos paranormales, desde un punto de vista desenfadado y divertido. Se combinan las intervenciones en directo con los éxitos musicales del momento. Sus últimos presentadores fueron  Pablo Guerola, junto con Mar Montoro y Sara Gil.

## Historia
Con el precedente de un notable éxito en la emisora local de Cataluña, Ràdio Flaixbac, desde 2003 donde tuvo tres temporadas con este formato, aunque con el nombre de Prohibit Als Pares (Prohibido a los padres), Europa FM decide incorporar a su plantilla al equipo de este programa para crear «Ponte a prueba» llevando el exitoso espacio a nivel nacional, con una menor duración y en castellano. 
Desde 2006 a 2007, el equipo estuvo compuesto por Josep Lobató, Oriol Sàbat y Agnès Tejada, más conocida como Venus.
A finales de 2007, Venus deja el programa y es sustituida por Daniela Blume y la bailarina y actriz Patricia López.
A mediados de 2008, es Josep Lobató quien decide abandonar el programa que el mismo dirigía, y emprender otros proyectos. En ese momento, Patricia López también deja el programa. En septiembre de 2008, se incorpora Víctor Cortes.
El 12 de enero de 2009, Laura Manzanedo se incorpora como locutora, y en febrero del mismo año Venus regresa al programa. En julio de 2013, se informó que el programa terminaría definitivamente, debido a que gran parte del equipo abandonaba la emisora para trabajar en otros proyectos. Oriol Sàbat, Daniela Blume, Venus y Víctor Cortes dejaron Europa FM y pasaron a Los 40 Principales para presentar No te cortes, un programa similar a Ponte a prueba y en la misma franja horaria.
Finalmente, en septiembre de 2013, Europa FM confirma que vuelve Ponte a prueba con Josep Lobató como director y presentador, junto con las locutoras Laura Manzanedo y Sara Gil Fernández. El 7 de mayo de 2015, Sara Gil anuncia que abandona el programa para emprender nuevos proyectos en televisión, y a partir del 9 de mayo es sustituida por Ángeles Cortina, conocida como Puchi, que desde septiembre de 2013 se había encargado de la producción. El 1 de junio de 2015 se incorpora como productora Sandra Gambín, conocida como "Sandrica, la murcianica".
El 8 de julio de 2015 Josep Lobató deja el programa por problemas de salud y es sustituido en las dos últimas semanas de la temporada por Pablo Guerola. El 31 de agosto de 2015 comienza la nueva temporada, sin embargo lo hace con dos bajas. La primera baja fue la de Josep Lobató que debido a una enfermedad desmielinizante que le impide hablar con normalidad abandonó el programa de forma temporal, mientras que la segunda fue la de Ángeles Cortina (Puchi) que abandonó el programa para embarcarse en otros proyectos. Las primeras semanas de septiembre de 2015, el programa es presentado por Pablo Guerola, Laura Manzanedo y Tony Loarces.
El 28 de septiembre de 2015, se retira el presentador Tony Loarces y la locutora Mar Montoro se incorpora al equipo del programa. El 23 de febrero de 2016, Europa FM decide despedir a Laura Manzanedo después de 7 años en Ponte a prueba. El 1 de marzo de 2016, Sara Gil regresa al programa, 10 meses después de su marcha.
El 19 de julio de 2018 se anuncia en el programa que esa noche tendría lugar el último de la temporada, siendo el regreso de Ponte a Prueba con una nueva temporada a finales de agosto. Al día siguiente Europa FM publica un comunicado informando de que el programa "Ponte a Prueba", tras 12 años de historias en antena, es cancelado definitivamente, alegando como principal motivo la renovación de su parrilla para ajustarse más a los gustos musicales y de entretenimiento de los nuevos oyentes de la emisora. En septiembre de ese mismo año, se puede comprobar que "Ponte a Prueba" ha sido sustituido para emitir "Te la vas a ganar", un nuevo programa con el que esperan obtener más audiencia. Aunque no da los resultados esperados, sigue emitiéndose. 
Los eslóganes de «Ponte A Prueba» son: «El único programa que no se atreven a hacer las otras emisoras» , «El programa que siguen sin poder hacer las otras radios» o «El programa de radio que escuchan las otras radios» entre otros.
En 2007 «Ponte A Prueba» fue reconocido con el Premio Ondas al Mejor Programa de la Radio Española en la edición n.º 54 de estos prestigiosos galardones de la comunicación.

## Colaboradores telefónicos
El programa ha contado con multitud de personas no famosas que colaboraban regularmente desde el teléfono.
Algunas han sido:
- "Sirenita" (temporada 2007-2008): Transexual y prostituta andaluza que hablaba sobre la vida de las trans y opinaba sobre los problemas de las personas del colectivo LGTB.

- "María José, delegada animalista "Excalibur"" (temporadas 2013-2014 y 2014-2015): Defensora de los animales y residente en Valencia. Cuando salía una llamada sobre vejaciones a animales, María José llamaba al programa y participaba en el debate desde su punto de vista pro-animalista. Se hacía llamar "Excálibur" en honor al nombre del perro que fue sacrificado por ser el animal de compañía de la joven enfermera española que fue diagnosticada con el virus del Ébola

- "Victoria Blondex" (temporadas 2013-2014 - 2018): actriz porno y empresaria española que realiza sexo telefónico en directo con los oyentes que deseen llamar al programa. También cuenta curiosidades y consejos sobre las prácticas sexuales. Victoria actualmente dirige webs de pornografía y webcams en español.

- "Laura "médium"" (temporadas 2013-2014 - 2018): supuesta vidente que atiende a través del teléfono las respuestas de los oyentes como "la llamada de la infidelidad" (donde el oyente le pregunta a la médium si su pareja le es infiel), "la llamada de la muerte" (donde el oyente pregunta de qué va a morir y si será a corto o largo plazo), contacto con seres queridos difuntos o consultas sobre la mala suerte o fenómenos extraños que viven los oyentes. Laura tiene también su propio gabinete telefónico sobre videncia a raíz de su participación en el programa.

- "Ramón" (temporada 2014-2015): exponía una lista de curiosidades una vez por semana durante 10 minutos. Entre sus exposiciones, Ramón hablaba de estadísticas, modas, actualidad, datos sorprendentes y curiosos que recopilaba de Internet. A modo de anécdota, Ramón y la locutora Laura Manzanedo tenían un "falso romance telefónico" donde Laura se le insinuaba constantemente.

- "Marcos, el "mini buda"" (temporada 2014-2015): hablaba sobre el feng shui, limpieza de energías, el aura, el karma, los chakras, los astros y explicaba rituales para hacer en casa y atraer, según su ideología, las "buenas energías".

- "Tania "singer"" (junio-noviembre de 2015 aproximadamente): chica joven de unos 16 años muy ingenua que soñaba con ser superfamosa. De carácter excesivamente infantil, ridículo y cómico sin pretenderlo. Llamaba para cantar a capela en el programa versiones de temas famosos, desafinando bastante y bajo las risas de los locutores que le pusieron el mote de "singer".

## Libros
Durante estos años de emisión de Ponte A Prueba, han salido varios libros en los que se recogen historias del programa.
- "Ponte A Prueba, El Libro" (2007) Ediciones del Bronce - Planeta - #1 Top Libros España.
- "Posa't A Prova" (2007) Edicions Columna - Planeta.
- "Ponte A Prueba, Confidencial" (2007) Ediciones del Bronce - Planeta.
- "Ponte A Prueba 2" (2008) Ediciones del Bronce - Planeta.
- "El manual de Ponte a Prueba" (2009) Ediciones B, S.A.

## Premios
| Gala               | Premio                                     | Año  |
| ------------------ | ------------------------------------------ | ---- |
| Premios Ondas 2007 | Ondas al mejor programa de radio en España | 2007 |